# Norcia
Norcia (appelée historiquement Nursie en français) est une commune italienne d'environ 5 000 habitants, située dans la province de Pérouse, en région Ombrie. Le village a obtenu le label des Plus Beaux Bourgs d'Italie. Elle porte anciennement le nom de Nursie, où est né saint Benoît et sa sœur Scholastique, également sainte. 

## Géographie

### Communes limitrophes
| Preci              | Castelsantangelo sul Nera | Montemonaco        |
| Cerreto di Spoleto | Norcia                    | Arquata del Tronto |
| Cascia             | Cittareale                | Accumoli           |

### Hameaux
Agriano, Aliena, Ancarano, Biselli, Campi, Casali di Serravalle, Castelluccio di Norcia, Cortigno, Forca Canapine, Forsivo, Frascaro, Legogne, Nottoria, Ocricchio, Ospedaletto, Paganelli, Pescia, Piediripa, Popoli, San Marco, San Pellegrino, Sant'Andrea, Savelli, Serravalle, Valcaldara.
Le village de Castelluccio di Norcia est la zone habitée la plus proche du Monte Argentella, dans les monts Sibyllins.

## Histoire
Norcia a été partiellement détruite dans un séisme en novembre 2016, dévastant une bonne partie de son patrimoine.

## Économie
L'élevage des porcs dans la zone de Norcia est présent depuis les temps immémoriaux. Il est favorisé par des forêts de chênes et l'abondance de glands, aliment très prisé par les porcs. 
Les Norcini (habitants de Norcia) deviennent au fil des siècles des spécialistes (par antonomase appelés Norcini) de l'anatomie porcine, de l'abattage, de la préparation et de la conservation des découpes de porc.
Le plus célèbre de ses produits est le prosciutto di Norcia.

## Culture
Norcia a été aux XVIIe et XVIIIe siècles un centre réputé pour l'éviration des jeunes castrats. Le grand Caffarelli y a été opéré. 

## Culture et patrimoine

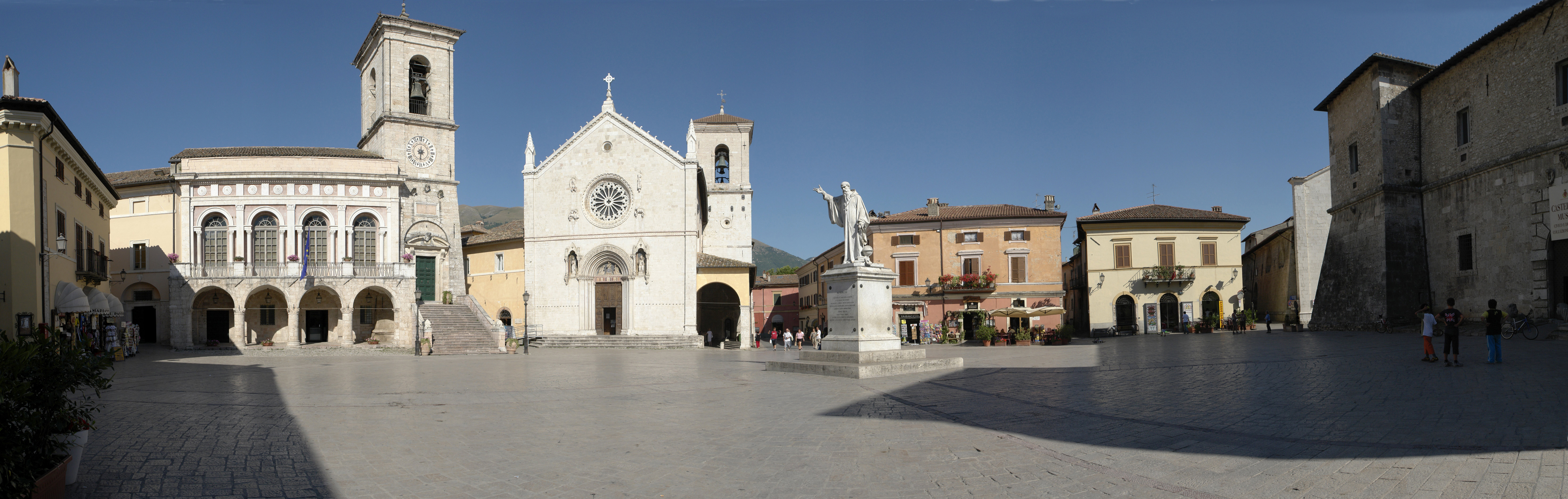
La place San Benedetto avec le palais communal à gauche et la basilique Saint-Benoît.

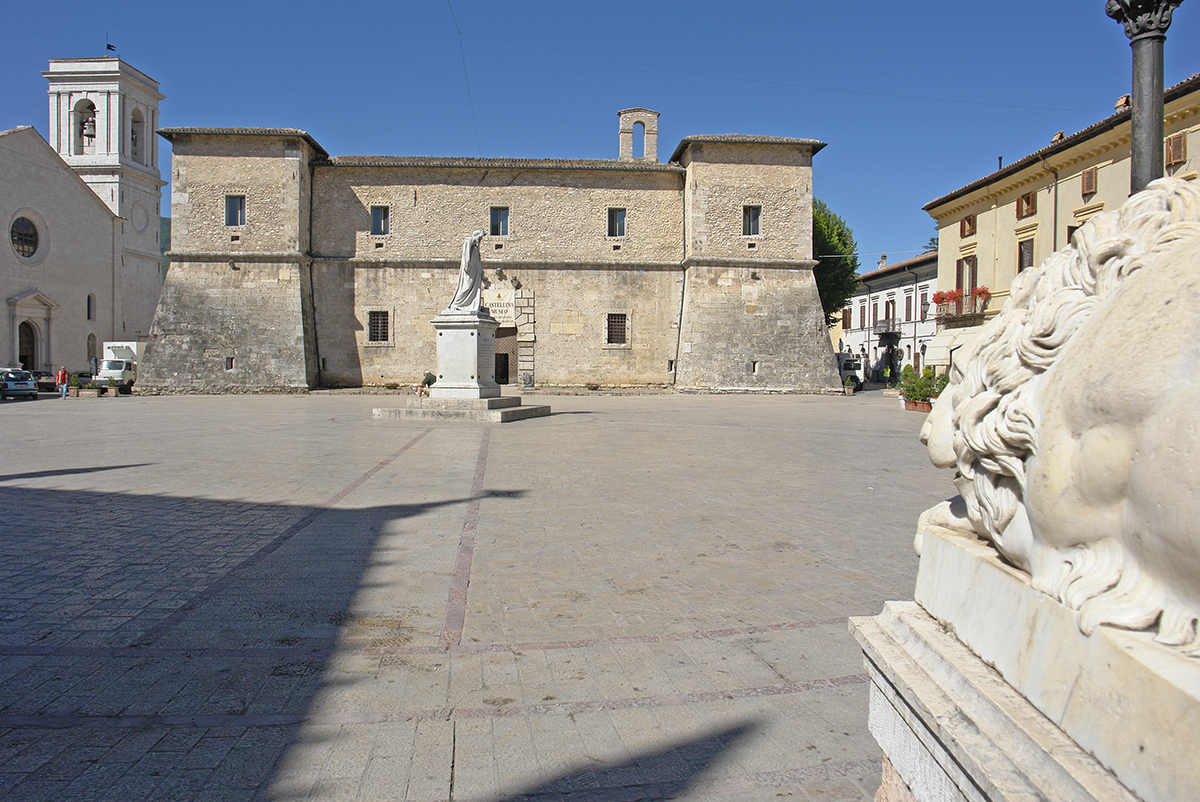
Le palais fortifié, la Castellina.

Le patrimoine artistique de Norcia, quoique encore visible et intéressant, a cependant été affecté par de nombreux séismes au cours des siècles, souvent catastrophiques, qui ont gravement endommagé et détruit des monuments importants et les traces du passé pré-romain de la ville. 
Les édifices bas et avec des murs en escarpement, caractéristiques du centre historique, sont d'ailleurs un témoignage des règlements qui furent adoptés par la législation pontificale après le séisme de 1859.
Le cœur artistique et monumental de la ville tourne principalement autour de sa place centrale où se concentrent les édifices symboliques de l'identité de la cité. Il est sévèrement touché lors du tremblement de terre du 30 octobre 2016.
- La basilique Saint-Benoît, dont la construction originelle, avec la splendide façade gothique, la rosace et les frises des quatre évangélistes, remonte au XIIe siècle. Selon la tradition, elle aurait été édifiée sur les restes de la maison du saint, mais il est plus probable qu'elle ait remplacé une basilique d'époque romaine. Elle est en grande partie détruite lors du séisme du 30 octobre 2016[3]. Sa reconstruction a débuté en 2021 et doit être achevée en 2025.
- Le Portico delle Misure est un marché aux céréales couvert, dont les mesures de capacité en pierre étaient encore bien visibles, construit en 1570 à l'abri de la basilique le long de sa façade sud. Détruit en 2016, il est lui aussi en cours de reconstruction.
- La Castellina, la résidence fortifiée siège de la préfecture et du gouvernement pontifical, édifiée en 1554 sur les plans Vignola, accueille aujourd'hui un musée et des expositions temporaires.
- La cathédrale Santa Maria Argentea, construite sur le site d'une église démolie en 1554 pour faire place à la Castellina et dont il subsiste le portail remonté sur l'actuel côté gauche, abritait plusieurs œuvres d'artistes flamands et un triptyque mural du XVIe siècle de Francesco Sparapane. Elle est en grande partie détruite par le séisme de 2016.
- Le Palais communal, remontant au XIVe siècle, amplement restauré au XIXe siècle à la suite du séisme de 1859. Il a également souffert du séisme de 2016.
- Le monument à saint Benoît de Nursie, a été réalisé par Francesco Prinzi à l'occasion des 1 400 ans de la naissance du saint.
- Le complexe monumental Saint-François, plus éloigné de la place Saint-Benoît, remonte au XIVe siècle et abrite aujourd'hui les archives communales et la bibliothèque municipale.
- L'église Saint-Augustin présente une façade gothique.
- Le Tempietto est l'édifice historique le plus original et le mieux conservé de Norcia, construit en 1354 par Vanni della Tuccia. Il était appelé Maìna au Moyen Âge et oppose une structure très classique à une décoration sculptée similaire à l'orfèvrerie lombarde, constituée de motifs zoomorphes, phytomorphes, anthropomorphes, géométriques, symboliques et ésotériques.
- Le cryptoportique, près de la porte Ascolana, abrite de nombreuses découvertes archéologiques réalisées dans la ville et remontant principalement à la cité sabine.

## Administration
| Période                                  | Période      | Identité             | Étiquette                           | Qualité |
| ---------------------------------------- | ------------ | -------------------- | ----------------------------------- | ------- |
| 19 février 1986                          | 13 juin 1999 | Giampietro Angelini  | DC (1986-1995) puis PPI (1995-1999) |         |
| 13 juin 1999                             | 13 juin 2004 | Alberto Naticchioni  |                                     |         |
| 13 juin 2004                             | 7 juin 2009  | Nicola Alemanno      | Centre-droit                        |         |
| 7 juin 2009                              | 25 mai 2014  | Gianpaolo Stefanelli |                                     |         |
| 25 mai 2014                              | En cours     | Nicola Alemanno      | Centre-droit                        |         |
| Les données manquantes sont à compléter. |              |                      |                                     |         |

## Personnalités liées à la commune
- Quintus Sertorius
- Benoît de Nursie
- Brancaleone da Norcia

## Jumelages
- Ottobeuren
- Hamilton